# Нарсисс, Даниэль
Даниель Нарсисс (фр. Daniel Narcisse; род. 16 декабря 1979, Сен-Дени) — французский гандболист. Двукратный олимпийский чемпион (2008, 2012), 4-кратный чемпион мира и трёхкратный чемпион Европы в составе сборной Франции, за которую выступал в 2000—2017 годах.

## Карьера

### Клубная

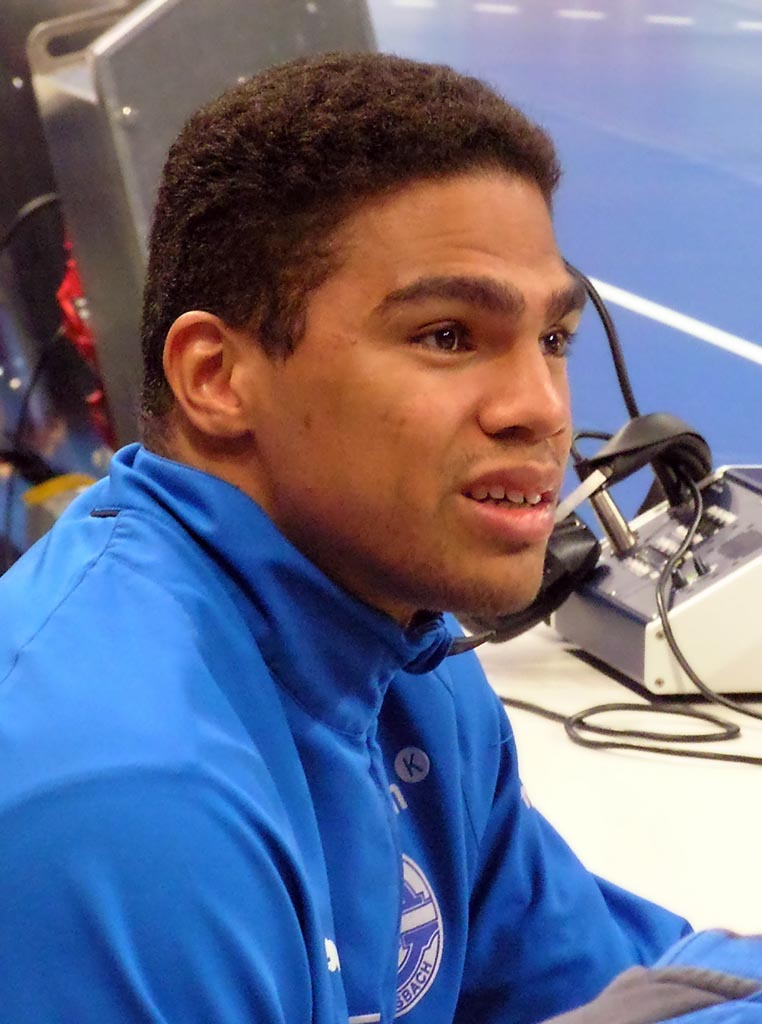
2007 год

Воспитанник клуба «Жоинвилль». В 1998 год заключил свой первый контракт с клубом «Шамбери», в его составе выиграл чемпионат Франции в сезоне 2000/01, Кубок Французской лиги в сезоне 2001/02, а также дошёл до финала Кубка Франции в сезоне 2001/02. В 2004 году перешёл в немецкий клуб «Гуммерсбах», где провёл три сезона, после чего вернулся в «Шамбери», с которым стал серебряным призёром чемпионата Франции и дошёл до финала Кубка Франции в сезоне 2008/2009.
В 2009 году Нарсисс переходит в «Киль», с которым становится трижды чемпионом Германии, выигрывает дважды Лигу чемпионов ЕГФ в сезонах 2009/10 и 2011/12, а также кубок Германии в сезонах 2010/11 2011/12 и 2012/13. Всего за «Киль» он сыграл 163 матча и забил 447 мячей. В 2013 году заключил контракт с «Пари Сен-Жермен». Завершил карьеру в 2018 году.

### В сборной
За сборную Франции Даниэль Нарсисс сыграл 311 матчей и забил 943 мяча (3,03 в среднем). Дебютировал за сборную 9 января 2000 года в матче против Исландии. В марте 2017 года Нарсисс объявил о завершении карьеры в сборной Франции. По состоянию на начало 2022 года занимает пятое место по голам и шестое место по матчам за сборную.

## Награды

### Клубные
- Чемпион Франции: 2001, 2015, 2016, 2017, 2018
- Обладатель Кубка Франции: 2002, 2014, 2015, 2018
- Обладатель кубка Французской лиги: 2018
- Чемпион Германии: 2010, 2012, 2013
- Обладатель Кубка Германии: 2011, 2012, 2013
- Победитель Лиги чемпионов ЕГФ: 2010, 2012

### В сборной
- Чемпион летних Олимпийских игр: 2008, 2012
- Серебряный призёр летних Олимпийских игр: 2016
- Чемпион мира: 2015, 2017
- Чемпион Европы: 2014

## Статистика[2][4]
Статистика Даниэля Нарсисса сезона 2017/18 указана 1.6.2018
| Сезон               | Клуб            | Лига           | Матчи | Голы | 7-метр | Голы |
| ------------------- | --------------- | -------------- | ----- | ---- | ------ | ---- |
| 2004/05             | Гуммерсбах      | Бундеслига     | 34    | 182  | 1      | 181  |
| 2005/06             | Гуммерсбах      | Бундеслига     | 34    | 177  | 0      | 177  |
| 2006/07             | Гуммерсбах      | Бундеслига     | 27    | 154  | 3      | 151  |
| 2007/08             | Шамбери         | LNH Division 1 | 21    | 101  | 6      | 95   |
| 2008/09             | Шамбери         | LNH Division 1 | 26    | 121  | 3      | 118  |
| 2009/10             | Киль            | Бундеслига     | 24    | 82   | 0      | 82   |
| 2010/11             | Киль            | Бундеслига     | 9     | 17   | 0      | 17   |
| 2011/12             | Киль            | Бундеслига     | 32    | 85   | 0      | 85   |
| 2012/13             | Киль            | Бундеслига     | 28    | 79   | 0      | 79   |
| 2013/14             | Пари Сен-Жермен | LNH Division 1 | 24    | 69   | 0      | 69   |
| 2014/15             | Пари Сен-Жермен | LNH Division 1 | 26    | 69   | 0      | 69   |
| 2015/16             | Пари Сен-Жермен | LNH Division 1 | 25    | 89   | 2      | 87   |
| 2016/17             | Пари Сен-Жермен | LNH Division 1 | 23    | 55   | 0      | 55   |
| 2017/18             | Пари Сен-Жермен | LNH Division 1 | 22    | 27   | 0      | 27   |
| 2007—2009 2013—2018 | Итого           | LNH Division 1 | 167   | 531  | 11     | 520  |
| 2004—2007 2009—2013 | Итого           | Бундеслига     | 188   | 776  | 4      | 772  |